# Reggenza di Mahakam Ulu
La reggenza di Mahakam Ulu (in indonesiano: Kabupaten Mahakam Ulu) è una reggenza dell'Indonesia, situata nella provincia di Kalimantan Orientale.